# Exército Muçulmano de Libertação de Uganda
Exército Muçulmano de Libertação de Uganda (em inglês:  Uganda Muslim Liberation Army, abreviado como UMLA) foi um grupo rebelde muçulmano em Uganda. A maioria dos seus combatentes era da minoria muçulmana Baganda, enquanto outros eram muçulmanos não-Baganda. O grupo foi formado em resposta aos supostos maus tratos do governo Museveni aos muçulmanos em Buganda.

## História
O Exército Muçulmano de Libertação de Uganda declarou formalmente guerra ao governo ugandense de Yoweri Museveni em janeiro de 1995. Em fevereiro de 1995, o grupo lançou suas primeiras operações militares perto do Lago Albert, que fracassaram e resultaram em sua retirada para o Zaire (atual República Democrática do Congo).
Museveni denunciou os rebeldes como fundamentalistas islâmicos, cujo único objetivo era desestabilizar a Região dos Grandes Lagos Africanos como "agentes do governo da Frente Islâmica Nacional [do Sudão]". O propósito autoproclamado do Exército Muçulmano de Libertação de Uganda era depor o governo de Museveni e cessar os supostos abusos contra aos muçulmanos em Buganda. O Exército Muçulmano de Libertação de Uganda alegou que o Exército de Resistência Nacional de Museveni havia cometido crimes de guerra e massacres contra os muçulmanos durante a Guerra Civil de Uganda, uma alegação que Museveni negou.
O Exército Muçulmano de Libertação de Uganda fundiu-se com o Movimento Democrático Aliado, remanescentes do Exército Nacional para a Libertação de Uganda e seguidores da seita islâmica Tablighi Jamaat para formar as Forças Democráticas Aliadas em 1996, supostamente com a assistência do governo sudanês. Apesar de não travar uma insurgência significativa, o grupo foi um foco principal das relações amargas entre os governos sudanês e ugandense.